# Célula de Reed-Sternberg
As células de Reed-Sternberg são células gigantes, multinucleadas, encontradas no linfoma de Hodgkin mergulhadas em um infiltrado inflamatório característico e em algumas outras condições.
O formato característico de seu núcleo bilobado confere à estas células a aparência de olhos de coruja. Os nucléolos são eosinofílicos e bem aparentes. Pode também ser multinucleada ("moedas de pennies em um prato").
Durante muito tempo houve dúvidas em relação à origem das células de RS no LH (H-RS). No entanto, com o advento de técnicas de microdissecção foi possível verificar que estas células originam-se de linfócitos B no centro germinativo dos linfonodos.  As células H-RS são células neoplásicas clonais.
Algumas condições benignas podem, eventualmente, cursar com células de Reed-Sternberg, tais como a mononucleose infecciosa e a linfonodomegalia associada à carbamazepina.
O nome da célula foi dado em homenagem a Dorothy Reed Mendenhall e Carl Sternberg.